# Palmeira FC da Una
Palmeira FC da Una, beter bekend als Palmeira is een Braziliaans voetbalclub uit Goianinha, in de deelstaat Rio Grande do Norte.

## Geschiedenis
De club werd opgericht in 1959. In 2010 werd de club vicekampioen in de tweede klasse van het Campeonato Potiguar en promoveerde zo voor de eerste keer naar de hoogste klasse. In het eerste seizoen eindigde de club in beide toernooien op een vierde plaats. De volgende jaren ging het minder goed. In 2014 moest de club zelfs een play-off spelen tegen ASSU om het behoud te verzekeren. In 2016 werd de club afgetekend laatste met slechts drie punten en degradeerde zo. 